# Guerre bizantine
Nel corso della millenaria storia dell'impero bizantino (395-1453) furono combattute molte guerre dall'esercito bizantino. Per le guerre intestine dell'impero bizantino vedasi guerre civili e rivolte bizantine.

## V secolo
- 399-400: Rivolta di Gainas

- 421-438: Guerra di Teodosio II (408-450) contro la Persia sasanide.

## VI secolo
- 502-506: Guerra di Anastasio I (491-518) contro la Persia sasanide.
- 526-532: Guerra iberica di Giustiniano I (527-565) contro la Persia sasanide.
- 533-534: Guerra vandalica in Africa del Nord, di Giustiniano I (527-565), contro i Vandali.
- 534–548: Guerra contro i Mori in Africa, di Giustiniano I (527-565).
- 535-553: Guerra gotica in Dalmazia e Italia, di Giustiniano I (527-565), contro gli Ostrogoti.
- 541-562: Guerra lazica di Giustiniano I (527-565) contro la Persia sasanide.
- 552-555: Intervento bizantino nella guerra civile in Spagna dei Visigoti, viene creata la Spagna bizantina, voluta da Giustiniano I (527-565).
- 560 circa-578: Guerra contro il regno romano-moresco di Garmul in Africa, di Giustiniano I (527-565) e Giustino II (565-578).
- 568-751: Invasione longobarda in Italia, guerre per il possesso dell'Italia.
- 572-591: Guerra di Giustino II (565-578), Tiberio II (578-582) e Maurizio (582-602) contro la Persia sasanide.
- 582-602: guerra nei Balcani, di Maurizio (582-602) contro Avari e Slavi.

## VII secolo
- 602-628: Guerra di Foca (602-610) e Eraclio I (610-641) contro la Persia sasanide.
- 626: Gli Slavi assediano Costantinopoli con l'aiuto dei Persiani, la capitale è difesa vittoriosamente dal patriarca di Costantinopoli Sergio I (610-638).
- 634-638: Conquista musulmana della Siria, difesa fallita di Eraclio I (610-641).
- 639-642: Conquista musulmana dell'Egitto.
- 647-707: Conquista umayyade del Nord Africa.
- 674-678: Gli Arabi assediano Costantinopoli, ma vengono pesantemente sconfitti da Costantino IV (668-685).
- 680-681: Campagna di Costantino IV (668-685) contro il khan bulgaro Asparuch, la sconfitta bizantina porta al riconoscimento da parte dell'impero a riconoscere la costituzione del regno di Bulgaria in Moesia.
- 686: Offensiva bizantina in Armenia vittoriosa, guidata da Giustiniano II Rinotmeto (685-695; 705-711) contro gli Arabi.
- 688-689: Campagna balcanica vittoriosa di Giustiniano II Rinotmeto (685-695; 705-711).
- 692-695: Guerra contro gli Arabi, guidata da Giustiniano II Rinotmeto (685-695; 705-711), la sconfitta porta alla perdita dell'Armenia.

## VIII secolo
- 708: La guerra di Giustiniano II Rinotmeto (685-695; 705-711) contro la Bulgaria finisce con la sconfitta nella battaglia di Anchialo.
- 717-718: Gli Arabi assediano Costantinopoli, ma vengono pesantemente sconfitti da Leone III l'Isaurico (717-741).
- 756-775: Campagne di Costantino V Copronimo contro la Bulgaria.

## IX secolo
- 827-902: Conquista islamica della Sicilia, la conquista fu completata nel 965 con la conquista dell'ultima città bizantina, Rometta.
- 830: Spedizione dei Rus' in Paflagonia.
- 844 circa-878: Guerre contro i Pauliciani di Tephrike, di Michele III l'Ubriaco (842-867) e poi Basilio I il Macedone (867-886), termina con la distruzione dello stato Pauliciano e la sua incorporazione nell'Impero bizantino.
- 860: I Rus' assediano Costantinopoli, Michele III l'Ubriaco (842-867) lì sconfigge.
- 894-896: Guerra contro la Bulgaria di Simeone I, guidata da Leone VI il Saggio (886-912).

## X secolo
- 907: I Rus' assediano Costantinopoli, Leone VI il Saggio (886-912) lì sconfigge.
- 913-927: Guerra contro la Bulgaria di Simeone I, guidata da Alessandro (912-913) Costantino VII Porfirogenito (913-959).
- 926-944: Offensiva bizantina in Oriente guidata dal generale bizantino Giovanni Curcuas, che conquista Melitene e Teodosiopoli.
- 941: I Rus' assediano Costantinopoli, Costantino VII Porfirogenito (913-959) lì sconfigge.
- 967/968-971: Invasione della Bulgaria di Sviatoslav I di Kiev, Niceforo II Foca (963-969) e poi Giovanni I Zimisce (969-976) annettono momentaneamente la Bulgaria.
- 988: Guerra di Crimea i Rus' conquistano momentaneamente Cherson.
- 1000-1045: Guerre bizantino-georgiane, vittoria bizantina di Basilio II il Bulgaroctono (976-1025) e dei suoi successori.

## XI secolo
- 1018: Annessa la Bulgaria da Basilio II il Bulgaroctono (976-1025).
- 1024: Guerra contro i Rus', guidata da Basilio II il Bulgaroctono (976-1025).
- 1038-1043: Spedizione bizantina in Sicilia guidata dal generale Giorgio Maniace.
- 1043-1044: Guerra contro i Rus', che prima assediano Costantinopoli, sconfitti da Costantino IX Monomaco (1042-1055), poi la guerra prosegue a Cherson.
- 1047-1071: Guerra nel sud Italia contro i Normanni, con la caduta di Bari (1071) finisce la dominazione bizantina in Italia.
- 1071-1095: Guerra con i Turchi Selgiuchidi, perdita di tutta l'Asia bizantina.
- 1097-1098: Alessio I Comneno (1181-1118) fa partecipare l'esercito bizantino alla Prima Crociata per riconquistare parte dell'Asia Minore.

## XII secolo
- 1155-1158: Campagna d'Italia di Manuele I Comneno (1143-1180) guidata da Michele Paleologo e Giovanni Ducas.
- 1163-1168: Guerra contro l'Ungheria sotto il regno di Manuele I Comneno (1143-1180), con la vittoria bizantina nella battaglia di Sirmio (1167) viene annessa la Serbia.
- 1171-1175: Guerra contro Venezia, causata dall'ordine di arresto di 10.000 Veneziani dato da Manuele I Comneno (1143-1180), la guerra vide un nulla di fatto per i Veneziani.
- 1176: Battaglia di Miriocefalo contro i Selgiuchidi, pesante sconfitta bizantina guidati da Manuele I Comneno (1143-1180).

## XIII secolo
- 1203-1204: Quarta crociata Costantinopoli cade in mano ai crociati.
- 1204-1214: Guerra tra l'impero di Nicea e l'impero latino, che finì con il trattato di Ninfeo.
- 1209-1211: Attacco dei Selgiuchidi all'impero di Nicea, ma sono sconfitti da Teodoro I Lascaris (1205-1222)
- 1260: Assedio di Costantinopoli da parte dell'impero di Nicea guidato da Michele VIII Paleologo (1259-1282) fallito.
- 1261: Il generale Alessio Strategopulo riconquista Costantinopoli, che torna a essere la capitale dell'impero bizantino (in esilio a Nicea).
- 1261-1265: Guerra di San Saba, Bizantini e Genovesi sono sconfitti dai Veneziani, Michele VIII Paleologo (1259-1282) firma la pace.
- 1296-1302: Guerra tra Genova, Bisanzio e Venezia, combattuta nel mar Egeo e mar di Marmara, sotto il regno di Andronico II Paleologo (1282-1328), i Bizantini furono sconfitti.

## XIV secolo
- 1303-1313: Campagna catalana, sconfitta dei Turchi, poi rivolta dei Catalani e saccheggio di varie aree dell'Impero bizantino.
- 1334: Invasione di Serbi guidata dal generale bizantino traditore Sirgianni Paleologo.
- 1348-1349: Guerra bizantino-genovese, combattuta per il controllo dei dazi doganali e le tariffe sul Bosforo, i Bizantini erano guidati da Giovanni VI Cantacuzeno (1347-1354), la guerra si risolse con un nulla di fatto.
- 1394-1402: Blocco di Costantinopoli da parte dei Turchi ottomani.

## XV secolo
- 1422-1423: Assedi degli Ottomani alle città di Costantinopoli che fallisce e Tessalonica che nel 1423 i Bizantini vendono a Venezia, la città cadde nel 1430.
- 1427-1446: il despota di Morea Costantino Paleologo, riconquista tutta la Morea.
- 1453: Caduta di Costantinopoli e morte in battaglia dell'ultimo imperatore bizantino, Costantino XI Paleologo (1449-1453), fine dell'Impero bizantino.
- 1460: Cade il Despotato della Morea, conquistato dal sultano ottomano Mehmet II.
- 1461: Cade l'Impero di Trebisonda, ultimo stato bizantino, conquistato dal sultano ottomano Mehmet II.